# 마이콩 페헤이라 호케
마이콩 페헤이라 호케(Maicon Pereira Roque, 1988년 9월 14일, 상파울루~ )는 산투스에서 센터백으로 뛰고 있는 브라질의 축구 선수이다.

## 경력
상파울루 출신으로, 마이콩은 크루제이루 EC에서 축구를 시작하였고, 이듬해에 평범한 AD 카보프리엔세로 임대 이적하였다.
마이콩의 해외 경력은 2008-09시즌에 시작되었고, 마데이라 제도의 CD 나시오날로 임대 이적하였고, 유럽대항전에 진출시켰다. 꾸준한 모습을 보인 마이콩은 2009년 6월 4일에 리그의 거함이자 우승팀인 FC 포르투로 이적하였다. 계약은 2014년까지 유효하다.